# Quedenfeldtia moerens
Espèce
Synonymes
- Gymnodactylus moerens Chabanaud, 1916

Statut de conservation UICN

 LC  : Préoccupation mineure
Quedenfeldtia moerens est une espèce de geckos de la famille des Sphaerodactylidae.

## Répartition
Cette espèce se rencontre dans l'ouest du Maroc et au Sahara occidental.

## Publication originale
- Chabanaud, 1916 : Sur divers reptiles et batraciens du Maroc recueillis par M. Pallary. Bulletin du Muséum National d’Histoire Naturelle, Paris, vol. 22, p. 228-233 (texte intégral).